# 平德瓦拉
平德瓦拉（Pindwara），是印度拉贾斯坦邦Sirohi县的一个城镇。总人口20758（2001年）。

## 人口
该地2001年总人口20758人，其中男性10947人，女性9811人；0—6岁人口3428人，其中男1884人，女1544人；识字率60.07%，其中男性为72.41%，女性为46.29%。